# Pacoro II
Pacoro II (in partico 𐭐𐭊𐭅𐭓) (Partia, 61/62 circa – Partia, 110) è stato un sovrano che governò l'impero partico dal 78 al 110.
Figlio e successore di Vologase I, durante l'ultima parte del mandato di suo padre governò l'impero assieme al suo genitore. Dopo la morte di Vologase I nel 78, Pacoro rivestì la carica apicale in maniera autonoma, malgrado dovette fronteggiare una grande sommossa scatenata da suo fratello Vologase II e protrattasi fino alla sconfitta di quest'ultimo, avvenuta nell'80. Nel 79/80, l'autorità di Pacoro fu messa in dubbio da un altro principe partico, Artabano III, da lui neutralizzato nell'81. Un terzo rivale, tale Osroe I, avanzò le proprie pretese sulla corona nel 109. L'anno successivo, a Pacoro subentrò suo figlio Vologase III, che continuò la lotta di suo padre avviata contro Osroe I per esercitare il potere nell'impero.
Come suo padre, Pacoro portò avanti le medesimo politiche perseguite dal grande re dei Parti Artabano II, che passavano per un risanamento dell'erario imperiale stabilendo un nuovo sistema commerciale e rafforzando le relazioni con altre potenze, come la dinastia cinese degli Han. L'interesse dei Parti verso le terre orientali continuò ad assumere rilevanza anche in Corasmia, Battriana e Hindu Kush. L'influenza dei Parti è dimostrata dalla diffusione dei loro elementi nella coniazione di numerose entità politiche in quelle zone.
Sotto Pacoro, l'impiego dell'effigie della dea greca Tiche sulla parte posteriore dei denari divenne più comune rispetto a quella del re seduto con un arco, in particolare sulle monete coniate a Ecbatana. Tiche costituiva una rappresentazione delle dee iraniche Anahita o Ashi.

## Nome
Il nome Pacoro è la versione latinizzata (Pacorus) del greco Pakoros (Πακώρος), derivante a sua volta dall'iranico medio Pakur e dall'iranico antico bag-puhr ("figlio di un dio"). La traslitterazione in armeno e in georgiano è uguale, ovvero Bakur (rispettivamente; Բակուր, ბაკური).
Il nome di Pacoro II compare nell'iscrizione bilingue presente vicino alla famosa statua in bronzo di Eracle a Seleucia in greco Pachorou (Παχόρου, caso genitivo) e in partico pkwr (𐭐𐭊𐭅𐭓, 'Pakur').

## Biografia

### Origini
Pacoro era uno dei figli minori del re dei Parti Vologase I (regnante dal 51 al 78), essendo nato nel 61/62 circa. Hollis ha ipotizzato che Pacoro fosse lo stesso sovrano dei Parti appena asceso descritto dal poeta romano contemporaneo Stazio come un puer, ovvero un giovane di circa sedici o diciassette anni. Sotto Vologase I, l'impero sperimentò una fase di rinascita. Durante gli ultimi anni del suo mandato, Pacoro amministrò i Parti al suo fianco in veste di co-reggente. Dopo la morte di Vologase I nel 78, Pacoro divenne l'autorità suprema dell'impero.

### Regno
Una volta salito al potere, Pacoro dovette presto fronteggiare una rivolta di suo fratello Vologase II che durò fino alla sconfitta di quest'ultimo nell'80. Nel 79/80, il governo di Pacoro fu conteso da un altro principe dei Parti, Artabano III, il quale sembrava godere di scarso sostegno nell'impero, eccezion fatta per Babilonia. L'azione di maggiore peso compiuto da Artabano III fu quella di concedere rifugio a Terenzio Massimo, un uomo simile nell'aspetto all'imperatore Nerone e che si spacciò per quest'ultimo dopo il suo suicidio. Artabano III inizialmente accettò di prestare aiuto militare a Terenzio Massimo per catturare Roma, finché non venne a conoscenza della vera identità dell'impostore. Le zecche di Artabano III cessarono di compiere la propria attività dopo l'81, evento che suggerisce che da allora Pacoro poté direi vincitore nella lotta con il rivale.
Come suo padre, Pacoro provò ad attuare gli obiettivi politici perseguiti da Artabano II (r. 12-38/41), provando a dare forma a una rotta commerciale lunga e strutturata che attraversasse Asia orientale, India e la costa del Mar Mediterraneo. Si ipotizzava che la creazione di questo grande percorso avrebbe notevolmente favorito i commerci e l'economia dell'impero che comandava. Nel tentativo di rendere reale il progetto, Pacoro rafforzò le relazioni con altre potenze con cui è stato in grado di stabilire scambi a lunga distanza, in particolare la dinastia cinese degli Han. Nel 97, il generale cinese Ban Chao, il protettore generale delle regioni occidentali, spedì il suo emissario Gan Ying in missione diplomatica in direzione dell'impero romano. Gan visitò la corte di Pacoro a Ecatompilo prima di partire alla volta dell'Urbe. Egli viaggiò a ovest fino a raggiungere il Golfo Persico, dove dei funzionari partici lo convinsero che un'ardua navigazione intorno alla penisola araba costituiva l'unico mezzo per raggiungere Roma. Scoraggiato da questo evento, Gan Ying tornò alla corte Han e fornì all'imperatore He (r. 88-105) un resoconto dettagliato sull'impero romano basato sulle informazioni comunicategli dai Parti. Lo storico moderno William Watson ha ipotizzato che i Parti non si sarebbero più di tanto dispiaciuti del fallimento degli Han nell'aprire relazioni diplomatiche con Roma, specialmente dopo le vittorie militari di Ban Chao contro gli Xiongnu nel bacino del Tarim.
L'interesse dei Parti continuò a crescere anche con riferimento alle terre orientali della Corasmia, della Battriana e dell'Hindu Kush. L'influenza dell'impero partico emerge dagli studi numismatici compiuti sulla monetazione di numerose entità politiche collocate in quelle aree. Durante i suoi ultimi anni di governo, Pacoro co-regnò assieme a suo figlio Vologase III. Nel 109 si fece avanti il terzo dei tre contendenti che Pacoro dovette affrontare per preservare il trono, ovvero Osroe I. Nel 110, Pacoro cedette il regno vassallo arsacide dell'Osroene ad Abgar VII. Il sovrano morì nello stesso anno e gli successe di Vologase III, che continuò la lotta di suo padre con Osroe I per la corona.

## Monetazione

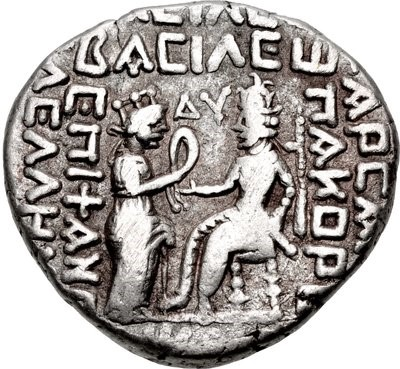
Moneta di Pacoro II investita come re da una dea, che rappresenta Anahita o Ashi

Se si analizzano le sue monete, Pacoro è raffigurato semplicemente con indosso un diadema. All'inizio appariva imberbe, una caratteristica rara durante la parentesi partica, che però attesta la sua giovinezza, in quanto salì al trono all'età di sedici o diciassette anni. A partire dall'82/83, è raffigurato con la barba. Dal 93 al 96, Pacoro è ritratto con la tiara di suo padre. Lo storico moderno Marek Jan Olbrycht ipotizza che l'impiego della tiara nell'ultima parte del suo mandato rifletteva il potere e lo status del suo impero in questo momento.
La parte posteriore delle sue monete raffigurava la dea greca Tiche che lo investe come re. Sotto Pacoro, l'effigie di Tiche sul rovescio delle monete partiche si fece più comune rispetto al re seduto con un arco, in particolare sulle copie coniate a Ecbatana. Una simile tendenza perdurò fino al regno di suo figlio e successore, Vologase III. Durante la parentesi partica, gli iranici ricorrevano all'iconografia ellenistica per ritrarre le proprie figure divine; per questo motivo, la scena dell'investitura può essere associata alla khvarenah avestica, cioè la gloria regale, con Tiche che rappresenta una delle dee iraniche Anahita o Ashi.

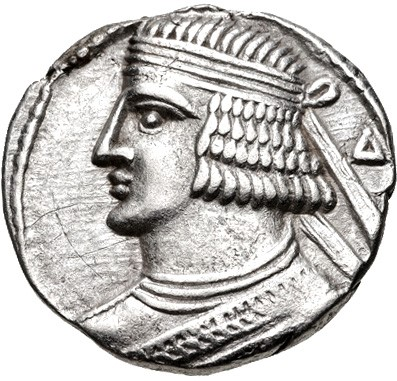
Moneta di un giovane Pacoro II imberbe che indossa un diadema coniata nel 78/79
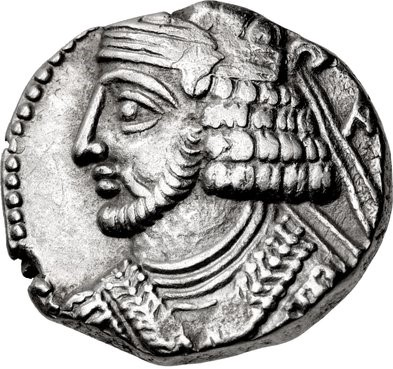
Moneta di Pacoro II con diadema e barba coniata nel 92/93
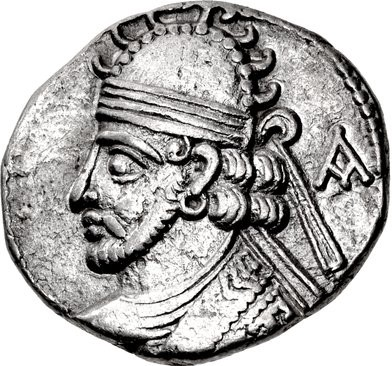
Moneta di Pacoro II con tiara e barba coniata nel 93

## Discendenza
Oltre a Vologase III, Pacoro ebbe altri tre figli, ovvero Assidare e Partamasiride, che successivamente rivestirono la carica di re d'Armenia, e Meredate, il quale ricoprì il ruolo di re del Characene nella metà del II secolo.

### Fonti primarie
- Cassio Dione, Storia romana, collana BUR Classici greci e latini, traduzione di Giuseppe Norcio, Rizzoli, 1995, ISBN 978-88-17-17033-8.

### Fonti secondarie
- (EN) Mary Boyce, Zoroastrians: Their Religious Beliefs and Practices. Psychology Press, 1984, ISBN 978-04-15-23902-8.
- (EN) M.L. Chaumont, Armenia and Iran ii. The pre-Islamic period, in Ehsan Yarshater, Encyclopædia Iranica, II/4: Architecture IV–Armenia and Iran IV, Londra e New York, Routledge & Kegan Paul, 1986,  pp. 418-438, ISBN 978-0-71009-104-8.
- (EN) M.L. Chaumont e K. Schippmann, Balāš, Sasanian king of kings, in Encyclopaedia Iranica, III, Fasc. 6, 1988,  pp. 574-580.
- (EN) Vesta Sarkhosh Curtis, Parthian coins: Kingship and Divine Glory, in The Parthian Empire and its Religions, 2012,  pp. 67-83, ISBN 978-39-40-59813-4.
- (EN) Vesta Sarkhosh Curtis, Ancient Iranian Motifs and Zoroastrian Iconography, in Markus Williams, Sarah Stewart e Almut Hintze, The Zoroastrian Flame Exploring Religion, History and Tradition, I.B. Tauris, 2016,  pp. 179-203, ISBN 978-08-57-72815-9.
- (EN) Edward Dąbrowa, The Arsacid Empire, in Touraj Daryaee, The Oxford Handbook of Iranian History, Oxford University Press, 2012, ISBN 978-0-19-987575-7.
- (EN) Rafe de Crespigny, A Biographical Dictionary of Later Han to the Three Kingdoms (23-220 AD), Leida, Koninklijke Brill, 2007, ISBN 978-90-04-15605-0.
- (EN) Leonardo Gregoratti, Epigraphy of Later Parthia, 2013,  pp. 276-284.
- (EN) Leonardo Gregoratti, The Arsacid Empire, in Touraj Daryaee, King of the Seven Climes: A History of the Ancient Iranian World (3000 BCE - 651 CE), UCI Jordan Center for Persian Studies, 2017, ISBN 978-06-92-86440-1.
- (EN) A.S. Hollis, Statius' Young Parthian King ('Thebaid' 8.286-93), in vol. 41, n. 2, Grecia e Roma, Cambridge University Press, 1994,  pp. 205-212, DOI:10.1017/S001738350002341X.
- (EN) Mehrdad Kia, The Persian Empire: A Historical Encyclopedia, ABC-CLIO, 2016, ISBN 978-16-10-69391-2.
- (EN) Michał Marciak, Sophene, Gordyene, and Adiabene: Three Regna Minora of Northern Mesopotamia Between East and West, BRILL, 2017, ISBN 978-90-04-35072-4.
- (EN) William S. Morton e Charlton M. Lewis, China: Its History and Culture, New York, McGraw-Hill, 2005, ISBN 978-0-07-141279-7 icon of an open green padlock.
- (EN) Marek Jan Olbrycht, Parthian King's tiara - Numismatic evidence and some aspects of Arsacid political ideology, vol. 2, Cracovia, 1997,  pp. 27-61.
- (EN) Marek Jan Olbrycht, The Sacral Kingship of the early Arsacids I. Fire Cult and Kingly Glory, in Anabasis, Studia Classica et Orientalia, 2016a,  pp. 91-106.
- (EN) Marek Jan Olbrycht, Dynastic Connections in the Arsacid Empire and the Origins of the House of Sāsān, in The Parthian and Early Sasanian Empires: Adaptation and Expansion, Oxbow Books, 2016b, ISBN 978-17-85-70208-2.
- (EN) D.S. Potter, The Inscriptions on the Bronze Herakles from Mesene: Vologeses IV's War with Rome and the Date of Tacitus' "Annales", in Zeitschrift für Papyrologie und Epigraphik, vol. 88, 1991,  pp. 277-290.
- (EN) Stephen H. Rapp, The Sasanian World through Georgian Eyes: Caucasia and the Iranian Commonwealth in Late Antique Georgian Literature, Ashgate Publishing, Ltd, 2014, ISBN 978-14-72-42552-2.
- (EN) Khodadad Rezakhani, Arsacid, Elymaean, and Persid Coinage, in Daniel T. Potts, The Oxford Handbook of Ancient Iran, Oxford University Press, 2013, ISBN 978-01-99-73330-9.
- (EN) K. Schippmann, Artabanus (Arsacid kings), su Encyclopaedia Iranica, iranicaonline.org, II, Fasc. 6, 1986,  pp. 647-650.
- (EN) D. Sellwood, Adiabene, in Encyclopaedia Iranica, I, Fasc. 5, 1983,  pp. 456-459.
- (EN) William Watson, Iran and China, in Ehsan Yarshater, The Cambridge History of Iran, 3(1): The Seleucid, Parthian and Sasanian Periods, Cambridge, Cambridge University Press, 1983,  pp. 537-558, ISBN 0-521-20092-X.